# Bataille judiciaire entre Johnny Depp et Amber Heard
Johnny Depp et Amber Heard sont deux acteurs américains ayant eu une relation entre 2012 et 2016. Divorcés en 2017, ils s'accusent depuis de violences conjugales.
Le scandale entre les deux acteurs fut l'objet d'une grande attention médiatique, dans le contexte de l'émergence du mouvement MeToo à la suite de l'affaire Weinstein en 2017.
La bataille judiciaire, illustrée par les deux procès en diffamation entre 2020 et 2022, a révélé de nombreux détails de leur vie privée, rendant publics des photographies, des enregistrements audio et vidéo, des SMS et des e-mails mais également le témoignage de proches et de célébrités.
Le premier procès – du 7 juillet au 2 novembre 2020 à Londres – opposait Johnny Depp à la société éditrice du journal The Sun, qui l'avait qualifié en 2018 de « batteur de femme » (wife beater en anglais). Il perd ce procès, la justice britannique estimant que ces accusations étaient « substantiellement vraies » (substantially true), c'est-à-dire juridiquement considérées comme globalement exactes.
Le deuxième procès – du 11 avril au 1er juin 2022 à Fairfax (Virginie) – a eu lieu à l'initiative de Johnny Depp, poursuivant Amber Heard pour diffamation. À l'issue de sept semaines d'audiences et du témoignage d'une douzaine de témoins et experts, le jury déclare Amber Heard coupable à l'unanimité. Elle est condamnée à 15 millions de dollars de dommages et intérêts, somme immédiatement réduite à 10,35 millions conformément au plafond légal de l'État de Virginie. Johnny Depp est pour sa part condamné à verser 2 millions de dollars pour des propos diffamatoires tenus par son ancien avocat, Adam Waldman.
Les deux parties envisagent un appel mais, le 19 décembre 2022, elles annoncent un accord amiable : Amber Heard accepte de verser un million de dollars à Johnny Depp, mettant fin définitivement à la procédure judiciaire.

## Rencontre et mariage
Amber Laura Heard (née en 1986 à Austin) et John Christopher Depp II (né en 1963 à Owensboro) se rencontrent en 2009 lors du tournage du film Rhum Express. Le film, adapté du roman éponyme de Hunter S. Thompson – ami de Johnny Depp et figure du journalisme gonzo, – marque leur première collaboration à l'écran. À l'époque, Depp vit encore avec Vanessa Paradis et Heard est en couple avec la photographe Tasya van Ree.
Les deux acteurs se rapprochent et commencent une relation en 2012,,, après la fin de leurs engagements respectifs. Ils se marient trois ans plus tard, le 3 février 2015, lors d'une cérémonie privée sur l'île de Depp, Little Hall's Pond Cay, aux Bahamas,,,.

## Divorce et premières accusations

### Demande de divorce et ordonnance de protection (2016)
Après un an et demi de mariage, Amber Heard demande le divorce le 24 mai 2016, invoquant des violences conjugales. Elle obtient d'un tribunal de Los Angeles une ordonnance restrictive (restraining order), juridiquement traduite en France par une injonction d'éloignement ou une ordonnance de protection. L'actrice affirme que Johnny Depp, sous l'effet de l'alcool et de la drogue, « devenait un monstre violent à chaque fois qu'il en consommait ». Dans sa requête, relayée par ses avocats, Heard met en avant trois incidents survenus dans les six mois précédents, dont celui du 21 mai 2016, où elle affirme que Johnny Depp l'aurait frappée au visage avec un téléphone portable et maltraitée.

« Pendant toute la durée de notre relation, Johnny Depp m’a agressée verbalement et physiquement. Je vivais dans la peur qu’il revienne à l’improviste pour me terroriser, physiquement et émotionnellement. »

— Déclaration sous serment d'Amber Heard.
Depp nie en bloc, affirmant qu'Amber Heard tenterait, par ce scandale, « d’obtenir une solution financière prématurée »,.

### Requête financière d'Amber Heard
Par l'intermédiaire de ses avocats, Heard demande :
- un soutien financier temporaire (pendente lite support) ;
- l'usage exclusif du véhicule Range Rover qu'elle conduit ;
- l'usage exclusif de trois des penthouses du 849 Broadway (Eastern Columbia), Depp restant chargé des paiements associés (crédits, charges, factures) ;
- une contribution de 100 000 dollars pour ses frais d'avocat et de 25 000 dollars pour une expertise comptable.

### Accord de divorce (2017)
Un accord est finalement conclu la même année : Heard retire sa demande d'injonction d'éloignement, le divorce est prononcé le 13 janvier 2017, et les deux ex-conjoints se partagent les biens acquis lors de leur mariage.
Amber Heard annonce qu'elle versera ses (7 millions de dollars issus du divorce à l'American Civil Liberties Union (ACLU) et au Children's Hospital Los Angeles – un engagement qui ne sera pas encore rempli plusieurs années plus tard, en 2022, lors de son procès avec Depp,,,,.
Les deux acteurs publient alors un communiqué commun, déclarant que leur relation « était intensément passionnée et parfois explosive mais qu’elle reposait toujours sur l’amour », ajoutant « qu’il n’y a jamais eu aucune intention de se blesser physiquement ou moralement » et qu’ils se souhaitent « mutuellement le meilleur pour le futur ».
Malgré ce communiqué, l'affaire a déjà retentissement mondial, ternissant fortement l'image de Johnny Depp. Une partie du public et de la presse demande alors son retrait des franchises Animaux fantastiques et de Pirates des Caraïbes.

### Accusations croisées et éléments médiatiques
Heard présente plusieurs photos de supposées ecchymoses et contusions, qu'elle attribue à Depp. En août 2016, le site TMZ diffuse une vidéo filmée par Heard, où l'acteur, visiblement ivre, claque violemment des portes et donne un coup de pied dans un meuble chez lui à West Hollywood.
En janvier 2020, le Daily Mail publie une série d'enregistrements audio dans lesquels Heard semble reconnaître avoir frappé Depp :

« Je ne peux pas promettre que je ne redeviendrai plus violente, je me mets tellement en colère des fois que je perds le contrôle [...] Je t’ai tapé, mais tu vas bien. »

Depp accuse également son ex-femme de comportements humiliants (comme avoir déféqué dans le lit conjugal,) et d'infidélités, notamment avec James Franco, Elon Musk et Cara Delevingne – Musk et Heard niant catégoriquement une relation à trois,,,.

### Procès en diffamation contreThe Sun
Le 27 avril 2018, le tabloïd britannique The Sun (News Group Newspapers), par la plume de son rédacteur Dan Wootton, publie un article en ligne qualifiant Johnny Depp de « batteur d'épouse » (wife-beater),. L'article, initialement intitulé :

« Elle devient dingue – Comment J.K. Rowling peut-elle être 'vraiment heureuse' de garder le batteur de femme Johnny Depp dans le nouveau Animaux Fantastique ? (Gone Potty How Can J K Rowling be 'genuinely happy' casting wife beater Johnny Depp in the new Fantastic Beasts film?) »

fait référence au rôle de Gellert Grindelwald tenu par l'acteur dans la saga.
Le 1er juin, Depp engage une action en diffamation contre NGN et Wootton, soutenant qu'Amber Heard « n’était pas victime de violence conjugale, mais qu’elle en était l’autrice »,,. Le titre de l’article est modifié le 12 juin, qui deviendront l'objet principal du procès tenu à Londres.

### Article d'Amber Heard dans le Washington Post (2018)
En décembre 2018, Amber Heard publie une tribune (op-ed) dans le Washington Post sur la situation des femmes victimes de violences conjugales,. Depp n'y est pas nommé, mais l'actrice laisse entendre qu'il est visé en écrivant :

« Je suis devenue une figure publique représentant la violence conjugale, et j’ai ressenti toute la force de la colère de notre culture envers les femmes qui s’expriment. »

En mars 2019, Johnny Depp dépose à son tour une plainte en diffamation contre Heard, réclamant 50 millions de dollars de dommages et intérêts.

## Procès de Londres (2020)
Nom complet de l'affaire : John Christopher Depp II v (1) News Group Newspapers Ltd, and (2) Dan Wootton.
Le procès en diffamation de Depp contre le journal The Sun débute le 7 juillet 2020. L'acteur affirme n'avoir jamais frappé Amber Heard ou une autre femme, soutient qu'elle était la personne violente dans la relation et l'accuse même de lui avoir coupé un doigt avec une bouteille d'alcool brisée,. Amber Heard réaffirme ses accusations de violences conjugales, tout comme les incidents allégués par NGN et Dan Wootton,.
Lors du procès, Vanessa Paradis témoigne en faveur de Depp, affirmant qu'il n'a jamais été violent avec elle : « Cela ne ressemble en rien au vrai Johnny que j’ai connu, et d’après mon expérience personnelle de ces nombreuses années, je peux dire qu’il n’a jamais été violent envers moi. [...] C'est tellement contrariant car il a aidé tant de personnes au cours de sa vie personnelle et professionnelle, avec gentillesse et générosité […] C'était un père gentil, attentif, généreux et non-violent ».
À l'inverse, Ellen Barkin, actrice ayant eu une brève relation avec Depp en 1994, le décrit comme un homme « jaloux », « dominant », baignant dans « un monde de violence ». Elle déclare qu'une fois dépassés les premiers instants de leur relation, l'acteur était « ivre tout le temps » et « verbalement violent ». Elle affirme également que leur première relation sexuelle s'est déroulée dans un contexte de consentement troublé, Depp lui aurait administré du Quaalude, une drogue récréative,.
Le 2 novembre 2020, Johnny Depp perd le procès en diffamation. Le juge Andrew Nicol de la Haute Cour de Londres tranche que 12 des 14 incidents de violence revendiqués par Heard et le tabloïd sont « substantiellement vrais », car « la grande majorité des agressions présumées ont été prouvées »[2020] EWHC 2911 (QB). Le tribunal rejette la plainte en diffamation de Depp, sans condamner formellement les violences conjugales, mais reconnaît que les allégations émises par Heard contre lui ont nui à sa carrière,,.
À la suite de ce verdict, Depp annonce le 6 novembre se retirer de l'universWizarding World, après avoir été poussé à le faire par sa société de production de l'époque, Warner Bros. Son rôle de Gellert Grindelwald dans Les Animaux fantastiques 3 est remplacé par Mads Mikkelsen,. Il réaffirme néanmoins que ce verdict ne changera pas son « combat pour rétablir la vérité » et fait appel. Cette voie de recours est cependant rejetée le 25 mars 2021,, le juge concluant qu'elle n'avait « aucune espoir réel de réussir ».

## Procès de Fairfax (2022)
Nom complet de l'affaire : John C. Depp, II v. Amber Laura Heard.
Parallèlement au procès contre The Sun, Johnny Depp intente un procès contre Amber Heard début 2019 pour un article publié dans le Washington Post en décembre 2018, dans lequel elle se présente comme victime de violences conjugales. Ce nouveau procès en diffamation commence le lundi 11 avril 2022 au palais de justice du comté de Fairfax, en Virginie. L'acteur, qui cherche à « laver son nom », réclame 50 millions de dollars de dommages et intérêts à son ex-femme, alléguant notamment qu'elle était l'agresseur, que ses déclarations constituaient une affabulation et qu'en conséquence, Disney aurait refusé de le faire participer à de futurs projets,.
Amber Heard, en retour, réclame 100 millions de dollars, poursuivant également l'ancien avocat de Depp, Adam Waldman, pour ses déclarations dans un article du Daily Mail datant de 2020,. Elle affirme que ces propos étaient faux et diffamatoires, et qu'elle avait été victime « de violences physiques et sexuelles constantes » de la part de Depp, ainsi que d'une campagne de harcèlement via les réseaux sociaux et des pétitions en ligne visant à la faire renvoyer d'Aquaman et de L'Oréal, dont elle est l'une des ambassadrices,,.
De nombreux témoins sont convoqués pour témoigner des relations entre les deux acteurs, dont Christi Dembrowski, la sœur de Johnny Depp, le médecin du couple, le garde du corps, ainsi que des personnalités publiques comme Paul Bettany, Ellen Barkin et Kate Moss,,. James Franco et Elon Musk étaient également appelés à témoigner en faveur d'Amber Heard, mais ont renoncé publiquement à participer au procès,.
Après six semaines de plaidoiries, les sept jurés — cinq hommes et deux femmes — se retirent le vendredi 27 mai pour délibérer. Le mercredi 1er juin, ils rendent un verdict déclarant les deux acteurs coupables de diffamation. Amber Heard est condamné à 10 millions de dollars de dommages-intérêts compensatoires et 350 000 $ de dommages-intérêts punitifs. Johnny Depp reçoit 2 millions de dollars de dommages-intérêts compensatoires pour les propos tenus par son avocat Adam Waldman. Par la suite, Depp et Heard font appel de leur verdict respectif, avant de retirer leurs demandes lorsque les deux parties s'accordent pour mettre fin à leur bataille juridique. Les avocats de Depp annoncent le 19 décembre qu'il recevra finalement 1 million de dollars de Heard, les deux parties ne suivant pas le verdict initial,.

### Allégations contre Amber Heard
« Je suis désolée de ne pas t'avoir giflé correctement [...] Je ne t'ai pas frappé. Je t'ai tapé putain ! [...] Je ne sais pas quel était le mouvement de ma main. Mais tu vas bien. Je ne t'ai pas fait mal. Qu'est-ce que je suis censée faire ? Je ne vais pas m'asseoir ici et me plaindre comme toi [...] Tu es un vrai bébé, grandis un peu Johnny »
« Dis-le au monde. Dis-leur : moi Johnny, homme, je suis aussi une victime de violences conjugales. Et on verra combien de personnes te croiront et seront de ton côté ! »,,

— Enregistrements audio rendus publics en 2020 par le Daily Mail et présentés par les avocats de Depp montrent Heard s'exprimant sur ses excès de violence.
Lors de la défense de Johnny Depp, de nombreux proches témoignent en sa faveur,,,,. Des incidents comme le doigt coupé avec une bouteille de vodka,,,,, et l'histoire d'excréments humains sur le lit conjugal,,, ont été largement discutés. Le 26 avril, la psychologue Shannon Curry déclare qu'Amber Heard souffrait de troubles psychologiques, notamment de troubles de la personnalité,.
Selon le Daily Mail, Heard est également accusée d'avoir appelé les paparazzis lors de sa comparution devant un tribunal de Los Angeles en mai 2016, pour montrer de « fausses ecchymoses », et d'avoir coupé une partie d'une vidéo envoyée au média TMZ la même année, dans laquelle son ex-mari apparaît ivre et violent envers les meubles et sur laquelle on aperçoit son ex-mari ivre frapper violemment des meubles,,,,.
Le 25 mai, Kate Moss – compagne de Depp entre 1994 et 1998 – témoigne en vidéoconférence pour contredire les accusations de Heard selon lesquelles Depp l'aurait poussée dans un escalier au Goldeneye Resort, en Jamaïque :

« Johnny a quitté la chambre avant moi. Il y avait eu un orage et j’ai glissé sur les marches en sortant de la chambre. Je me suis fait mal au dos. J’ai hurlé. Il est revenu en courant pour m’aider, m’a portée jusqu’à ma chambre et m’a apporté des soins médicaux [...] Il ne m’a jamais poussée, donné des coups de pied ou poussée dans un escalier,,,. »

Elle réaffirme ces propos le 24 juillet dans l'émission Desert Island Discs de BBC Radio 4 : « Je connais la vérité à propos de Johnny. Je sais qu’il ne m’a jamais poussée dans les escaliers. Je devais dire cette vérité ».
Johnny Depp, lors de son interrogatoire le 20 avril 2022, déclare :

« Lorsque les allégations ont été faites, lorsqu’elles ont fait le tour du monde, disant aux gens que j’étais un ivrogne menaçant et sous cocaïne, qui battait les femmes, soudainement, dans la cinquantaine, c’est fini. Vous êtes fini. Quelle que soit l’issue de ce procès, à la seconde où ces accusations ont été portées contre moi, et où elles se sont métastasées pour alimenter les médias, j’ai perdu. J’ai perdu, et je porterai cela pour le reste de ma vie [...] La violence n'est pas nécessaire, pourquoi frapperiez-vous quelqu'un pour qu'il soit d'accord avec vous ? [...] Mes enfants ont refusé d'être autour d'elle, car ils ont été beaucoup plus intelligents que moi. Ils n'aimaient pas la façon dont elle me traitait […] Je ne pouvais presque jamais aller voir mes enfants, passer du temps avec eux, car elle devait m'avoir tout le temps avec elle pour ses propres besoins [...] Mme Heard, dans sa frustration et dans sa rage, elle frappait […] Cela pouvait commencer par une gifle, une bousculade. Elle m’a jeté une télécommande de télévision à la tête, un verre de vin au visage […] Elle a un besoin de conflit, un besoin de violence. Ça sort de nulle part. La seule chose que j’ai appris à faire, c’est battre en retraite, comme je le faisais enfant lorsque ma mère me frappait,,. »

#### Déclarations d'Adam Waldman
En avril 2020, l'avocat de Depp, Adam Waldman, a déclaré dans un article du Daily Mail plusieurs allégations contre Heard, dont trois ont été retenues au procès de 2022.
La première déclaration affirmait qu'« Amber Heard et ses amis dans les médias ont utilisé de fausses allégations de violence sexuelle à la fois comme épée et comme bouclier, selon leurs besoins. Et sélectionné ainsi certains de ces absurdes faits de violences sexuelles comme épée, les infligeant au public et à M. Depp »; la deuxième – à propos d'un incident survenu en 2016 dans le penthouse du couple à Hollywood – que « c'était tout simplement une embuscade, un canular. Ils ont piégé M. Depp en appelant les flics, mais la première tentative n'a pas fonctionnée. Les officiers sont venus au penthouse, soigneusement fouillés et interrogés, et sont partis après n'avoir vu aucun dommage au visage ou à la propriété. Ainsi, Amber et ses amis ont renversé un peu de vin et saccagé la pièce, préparé leurs histoires sous la direction d'un avocat et d'un journaliste, puis passé un deuxième appel au 911 » ; enfin, la troisième déclaration assurait : « Nous avons atteint le début de la fin du canular abusif de Mme Heard contre Johnny Depp »,.
Lors du verdict du procès le 1er juin 2022, le jury a conclu que la deuxième déclaration de l'avocat « était faux, diffamatoire et commis avec une véritable malveillance », ce qui coûtera à Johnny Depp de verser un dédommagement de 2 millions de dollars à Amber Heard.

### Allégations contre Johnny Depp
« Je ne veux plus jamais poser les yeux sur cette sale pute Amber [...] Je vais baiser son cadavre brûlé après coup, pour m’assurer qu’elle est morte ». »,,,

— Extraits d'SMS que Johnny Depp aurait envoyé à des proches au sujet de l'actrice.
Lors de la contre-poursuite d'Amber Heard, ses avocats soulignent que Vanessa Paradis, la mère des deux enfants de Depp qui a pris la parole à plusieurs reprises pour le défendre, a été insultée lors de leur séparation. L'acteur la qualifiant ainsi, dans un mail adressé à Elton John, d'« extorqueuse française » et de « salope » qui voulait « laver le cerveau » de ses enfants.
Les avocats présentent également un extrait vidéo datant de 2016, déjà dévoilé à l'époque au public, montrant Depp dans la cuisine conjugale, en colère et en état d'ébriété, où l'on peut le voir claquer des portes de placards et se servir un verre de vin alors que Heard lui pose des questions et le filme à son insu,. Dans un autre extrait audio, on entend l'acteur lui hurler « tais-toi » pendant qu'elle l'accusait de l’avoir « rouée de coups ».
Le 5 mai, Heard détaille de nombreuses violences que lui aurait fait subir son ex-époux lors d'un voyage en Australie, affirmant que celles-ci sont allées jusqu'au viol,. Argument qu'elle avait déjà énoncé lors du procès à Londres, affirmant qu'elle avait été prise en otage durant trois jours par l'acteur. Elle a finalement dû se rétracter après avoir admis qu'elle avait alors à sa disposition un téléphone et de multiples tiers qui entraient et sortaient de la maison. Le juge de Londres l'avait excusé comprenant qu'elle avait fait une "hyperbole".

« J'ai beaucoup de mal à trouver les mots pour décrire à quel point c'est douloureux. C'est horrible pour moi d'être assise ici depuis des semaines et de tout revivre [...]
Il jetait des verres, retournait des tables, tapait dans les murs très près de mon visage, il me criait dessus. Après il disparaissait, se sevrait [...] Puis il revenait et il me donnait tellement d'amour que j'oubliais cet aspect terrifiant [...]
Je n'oublierai jamais la première fois où il m'a frappée [...] Je n'ai pas bougé parce que je ne savais pas quoi faire d'autre [...] Il m'a frappée une nouvelle fois. Violemment. Je perds mon équilibre et je réalise que le pire est en train d'arriver [...] Puis il s'est mis à pleurer, je n'avais jamais vu un homme adulte pleurer. Il pleure toutes les larmes de son corps, il se met à genoux, et me dit qu'il ne recommencera pas. Il a dit : ‘‘Je pensais que j'avais tué le monstre, je ne recommencerai pas’’. Je n'ai rien dit, je suis allée dans ma voiture et j'y suis restée un long moment le temps d'avoir la force de savoir ce que je devais faire. J'avais le cœur brisé. »,

— Amber Heard lors du premier jour de son audition le mercredi 4 mai.

#### Autres problèmes judiciaires
En 1989, Depp a été arrêté dans sa chambre d'hôtel à Vancouver pour avoir agressé un agent de sécurité après que la police avait été appelée pour mettre fin à une fête bruyante. Il l'est à nouveau en 1994 après avoir saccagé une chambre du The Mark Hotel à New-York qu'il partageait avec Kate Moss,. La poursuite en justice portée contre lui a été abandonnée après qu'il a accepté de payer les dommages et intérêts. En 1999 à Londres, Depp est encore arrêté pour s'être bagarré avec des paparazzi devant un restaurant alors qu'il dînait avec Paradis,.
En 2012, la professeur de médecine de l'UC Irvine, Robin Eckert, poursuit Depp et trois entreprises de sécurité, affirmant avoir été malmené par ses gardes du corps lors d'un concert à Los Angeles en 2011. Elle aurait été menottée et traînée sur 12 mètres, entraînant des blessures, notamment une luxation du coude. Les avocats de Depp ont soutenu qu'Eckert avait provoqué cette présumée agression et qu'elle avait donc consenti à « tous coups et blessures ». Les documents judiciaires d'Eckert déclarent eux que Depp, bien qu'il soit le directeur direct de ses gardes de sécurité, n'a rien fait pour arrêter l'agression. Avant que l'affaire arrive au tribunal, l'acteur se serait arrangé avec Eckert en lui offrant une certaine somme d'argent.
En mars 2016, Depp rompt ses liens avec sa société de gestion, The Management Group (TMG), et la poursuit en janvier 2017 pour avoir « mal géré son argent » et lui avoir laissé « plus de 40 millions de dollars de dettes »,. L'entreprise déclare que Depp était responsable de sa propre mauvaise gestion fiscale et l'a contre-attaqué pour des frais impayés. Dans une affaire liée, Depp a également poursuivi son avocat, Bloom Hergott, en janvier 2017. Les deux procès sont réglés respectivement en 2018 et 2019.
En 2018, deux de ses anciens gardes du corps le poursuivent pour honoraires impayés et très mauvaises conditions de travail, l'affaire est réglée en 2019,. Toujours en 2018, Depp fait l'objet d'une plainte portée par le régisseur Greg Brooks lors du tournage du film City of Lies (2018), ce dernier l'accusant de l'avoir frappé de deux coups de poing alors qu'il était sous l'influence de l'alcool, ce que démentiront ses avocats et certains témoins. Avant que l'affaire arrive au tribunal, un accord est conclu entre Depp et le membre de l'équipe technique en juillet 2022.
Enfin, l'acteur annonce lors d'une audition du procès qu'il ne reprendra jamais son rôle de Jack Sparrow, à cause de ses différends avec Disney (comme ce fut le cas en 2020 avec la Warner dans son rôle de Gellert Grindelwald). Lors du tournage du cinquième film Pirates des Caraïbes, Depp aurait été constamment « ivre, alcoolique et ingérable », selon des membres de l'équipe technique. « Il perturbait le bon déroulement du tournage par son comportement complètement erratique. Il semblait être très souvent en retard, contraignant l'équipe à patienter des heures ».

### Verdict
Après six semaines de procès, le dernier jour de plaidoirie a eu lieu le 27 mai, laissant aux équipes juridiques de Heard et Depp une dernière chance de convaincre les sept jurés,,,,. Ces derniers se sont ensuite retirés pour les délibérations, la juge Penney Azcarate leur demandant de confirmer ou non la diffamation avec réelle malveillance (actual malice) qu'Amber Heard aurait infligée à Johnny Depp en écrivant cette tribune du Washington Post. Pour qu'elle soit jugée pour réelle malveillance (également appelé compensatory damage, norme juridique étatsunienne pour les affaires de diffamation, déterminant si des agents ou personnalités peuvent obtenir des dommages et intérêts lors de poursuites judiciaires) et donc perdre le procès, elle doit avoir écrit sa tribune « en sachant que ses allégations étaient fausses, ou en ayant un mépris total de savoir si elles étaient fausses ou non ».
Le verdict tombe le 1er juin après cinq jours de délibérations. Les jurés déclarent, en direct, Amber Heard coupable de « diffamation avec réelle malveillance » contre Johnny Depp pour ses déclarations dans la tribune du Washington Post. Ils la condamnent à un dédommagement (compensatory damage) de 10 millions de dollars, et à 5 millions de dollars de dommages-intérêts punitifs (punitive damages), somme d'argent ramenée à 350 000 $, conformément à la loi de l'État de Virginie qui plafonne les dommages punitifs à ce montant,,. L'actrice doit ainsi verser un total de 10,35 millions de dollars à son ex-mari,,,,.
Pour la contre-poursuite intentée par Heard contre l'avocat de Depp, Adam Waldman, le jury a conclu que la première et troisième déclaration de ce dernier, portant sur de « fausses allégations de violence sexuelle » et de « faux abus » étaient véridiques et non-diffamatoires,,. Cependant, il a conclu que la deuxième déclaration de Waldman au Daily Mail – stipulant que « Heard et ses amis voulaient piéger M. Depp en appelant les flics » – était fausse, diffamatoire et commise « avec une véritable malveillance ». En conséquence, Depp est condamné à 2 millions de dollars de dommages-intérêts compensatoires (compensatory damage) mais à 0 $ de dommages-intérêts punitifs (punitive damages),,.

#### Réactions
Quelques minutes après le verdict, les deux accusés ont immédiatement réagi sur leurs réseaux sociaux. Heard déclarant que la déception qu'elle ressentait était « au-delà des mots » : « Je suis triste d'avoir perdu cette affaire. Mais je suis encore plus triste d'avoir perdu un droit que je pensais avoir en tant qu'Américaine : parler librement et ouvertement ». Johnny Depp, quant à lui, s'est félicité du résultat : « Des accusations fausses, très graves et criminelles ont été prononcées à mon encontre par le biais des médias […] Ces accusations ont fait deux fois le tour du monde en une nanoseconde, avec des conséquences catastrophiques sur ma vie et ma carrière. Et 6 ans plus tard, le jury m'a rendu ma vie. Je suis profondément ému [...] Dès le début, l'objectif de cette affaire était de révéler la vérité, quelle que soit l'issue. Dire la vérité était quelque chose que je devais à mes enfants et à tous ceux qui ont su rester inébranlables dans leur soutien envers moi. Je me sens en paix maintenant, sachant que j'ai finalement accompli cela »,.
Selon des experts juridiques de Law&Crime, deux témoignages du camp de Depp auraient changé le cours du procès,,. D'abord celui du mannequin britannique Kate Moss, ex-femme de Depp, rejetant les allégations de Heard selon lesquelles elle avait déjà été agressée par l'acteur « ne serait-ce qu'une fois » au cours de leur relation entre 1994 et 1998,. Et secondement, celui de l'expert en métadonnées – Norbert Bryan Neumeister : quand l'équipe d’Amber Heard avait montré plusieurs preuves photographiques d'ecchymoses sur son visage et son corps qui, selon elle, ont été causées par son ex-mari, les avocats de Depp avaient affirmé que l’actrice avait modifié des photos pour faire paraître ses blessures plus graves. Ce qu'a affirmé l'expert déclarant que certains fichiers « ne correspondaient pas du point de vue médico-légal » et qu'ils « ont tous dû subir un certain type de transformation pour changer de taille » en ajoutant que grâce à l'analyse des données Exif, on pouvait voir que les photos ne provenaient pas d'un téléphone, mais d’un programme de montage,,. Des falsifications de la vérité pour lesquelles elle pourrait être emprisonnée selon Aaron Minc, un expert juridique interrogé par Geo News :' « Elle a fabriqué des preuves, fabriqué des photos, fabriqué des ecchymoses [...] J'espère que les procureurs examineront cela de près. S'il existe des éléments très clairs prouvant qu'elle a falsifié les preuves, cela devrait être pris en compte et pourrait potentiellement conduire à des poursuites pénales et à des peines de prison » .

#### Appels et accord final
Un mois plus tard en juillet 2022, les avocats de Heard font appel du jugement et demandent l'annulation du verdict, plaidant un vice de procédure et estimant que le statut de célébrité de Depp, la présence des caméras dans la salle d'audience et surtout les réseaux sociaux ont joué un rôle malsain. « Ils ont diabolisé Amber Heard [...] Des preuves ont été également supprimées entre le procès au Royaume-Uni et celui aux États-Unis » affirme ainsi Elaine Bredehoft,. Cette demande est cependant rejetée par la Juge, en déclarant qu'il n'y avait « aucune preuve de fraude ou d'acte répréhensible » et que la composition du jury a été approuvée par les deux parties,. Les avocats de l'acteur, condamné à payer deux millions de dollars à Amber Heard, avaient également déposé leur propre appel.
Le 19 décembre, Amber Heard annonce dans un communiqué sur Instagram avoir décidé de régler la bataille judiciaire, déclarant que même si son appel venait à réussir, elle ne pourrait « tout simplement pas subir » un nouveau procès, évoquant un bilan financier et psychologique : « Je prends cette décision après avoir perdu confiance dans le système juridique américain, où mon témoignage non-protégé a servi de divertissement et de contenu pour les réseaux sociaux ». Elle affirme cependant que l'accord n'était « pas un acte de concession ». « C'est important pour moi de dire que je n'ai jamais choisi ça » a-t-elle écrit,,.
Dans un autre communiqué, Benjamin Chew et Camille Vasquez, avocats de Depp, déclarent que Heard a accepté de payer 1 million de dollars pour mettre fin à l'affaire – bien moins que ce que le verdict du jury l'obligeait à payer. Ils affirment cependant que l'accord n'était pas une victoire pour l'actrice, écrivant que « la décision unanime du jury et le jugement qui en résulte contre Mme Heard restent pleinement en vigueur ». « Le paiement d’un million de dollars – que M. Depp s’engage à reverser à des œuvres de charité, ce qu’il fera réellement – démontre que Mme Heard reconnaît les conclusions de la justice », ont-ils ajouté. Par cet accord, la condamnation de l'acteur par le palais de justice est également abandonnée,,.

### Effets médiatiques et poids des réseaux sociaux
Le procès de Fairfax devient l'un des plus suivis du monde. Alors qu'à Londres c’était par les comptes rendus d’audience que le public était informé, le procès de 2022 est lui filmé (ce qu'a salué la partie demanderesse) – comme l'autorise le système judiciaire – par Court TV, réseau numérique étatsunien spécialisé dans l'analyse criminelle et juridique, retransmis en direct à la télévision, sur Internet (Pluto TV, Twitch...) et in fine les réseaux sociaux (Tiktok, YouTube, Twitter, Instagram...) où les utilisateurs exprimaient librement leurs opinions sur l'affaire,.
Différents extraits du procès faisant l'objet de vidéos-compilations, de vidéos-réactions des utilisateurs et de mèmes, certains deviennent viraux, atteignent des dizaines de millions de vues,, - et témoignent de la violence intrinsèque des réseaux - tournant par exemple en totale dérision le témoignage à la barre de l'actrice relatant un viol présumé, par les partisans de Johnny Depp.
- LCI note l'hostilité d'une grande part des internautes envers Amber Heard, croissante depuis que plusieurs éléments de son témoignage ont été contestés : « Certains ont été jusqu'à décortiquer chacun de ses mots, avançant qu’elle les avait piqués au film Le Talentueux Mr Ripley. Ils estiment qu’elle joue la comédie quand elle pleure, mais qu’elle n’en fait pas assez quand elle ne pleure pas. »[116].
- Une pétition sur Change.org demandant l’exclusion de l’actrice du film Aquaman 2 a atteint en novembre 2022 plus de 4,6 millions de signatures[185],[186]. Faisant de cette dernière, l'une des pétitions visant un individu les plus signées au monde[184].
- Sans compter Élisabeth II, Johnny Depp était la personnalité la plus recherchée sur Google en 2022, suivi de Will Smith et d'Amber Heard[187],[188].

### Impact sur les victimes de violences conjugales
- Pour Michele Dauber, professeure de droit à l'Université de Stanford, militante contre les agressions sexuelles et défenseuse d'Amber Heard, c'est « la pire décision prise par un tribunal depuis des décennies pour les victimes » qui montre « une profonde méconnaissance des violences sexuelles de la part de la juge ». Selon elle, Amber Heard a ainsi dû « décrire son viol présumé avec des détails crus à la télévision. C'est choquant et ça devrait offenser toutes les femmes et les victimes, qu'elles soient d'accord ou non avec le verdict [...] La dernière fois qu'une victime de viol a été forcée de témoigner publiquement date de 1983 ». « Il n'y a aucun intérêt public dans cette affaire qui pourrait éventuellement l'emporter sur le mal causé [...] [Désormais] chaque victime va réfléchir à deux fois avant de se manifester et demander une ordonnance d'éloignement ou de parler à quiconque des abus qu'elle a subis ». « Les femmes peuvent être blessées, même tuées, parce qu'elles n'appellent pas à l'aide. Cette affaire a été un désastre complet. Elle est potentiellement catastrophique » conclut Dauber[189],[190],[191].
- « Le procès a fasciné un public mondial peu habitué à regarder les allégations d'agressions sexuelles au sein d'un couple et cela – quelles que soient les opinions sur le verdict – est un problème » explique également Ruth Glenn, présidente de la National Coalition Against Domestic Violence (NCADV), à l'AFP. « Je ne pense pas que notre société comprenne encore la dynamique des violences conjugales [...] Ce contexte crucial n'a pas été suffisamment discuté lors des débats au tribunal ». Elle affirme également qu'il n'y a « aucun doute » sur les types d'abus qui ont été révélés au procès. « Il faut s'assurer que les personnes présentes comprennent cela. Mais tant que nous ne faisons pas ça, ne montrons pas ce genre de choses à la télévision » prévient-elle[189],[190],[192],[193].
- « Le message est reçu. Ce soir #MeToo n'est pas mort. #MeToo a été tué » a notamment réagi l'association Osez le féminisme ![194].
- Le camp de Johnny Depp dément ces allégations comme quoi la condamnation d'Amber Heard est une sanction contre les victimes de violences conjugales. Indiquant que les jurés sont des citoyens ordinaires sélectionnés pour juger l’affaire en fonction des preuves présentées, tandis que la juge Penney Azcarate supervisait le bon déroulement du procès et que l'acteur a dû, lui aussi, décrire dans les détails les « agressions avérés » qu'il a subi, en fournissant photos, preuves et enregistrement, mais également que plusieurs personnalités et associations féministes ont défendu le comédien[195],[196],[197].

### Adaptation cinématographique
- Un film inspiré du procès, Hot Take: The Depp/Heard Trial, est sorti le 30 septembre 2022 sur Tubi[198],[199],[200]
- Une série documentaire intitulée Depp v. Heard, s'intéressant au procès et à ses aspects médiatiques, est sortie le 16 août 2023 sur Netflix[201].

## Rapport aux mouvements féministes
Cette affaire connaît un grand retentissement, alors que les accusations d'Amber Heard coïncident à l'époque avec l'émergence du mouvement MeToo et de l'affaire Harvey Weinstein qui avait entraîné une libération de la parole sur les violences sexuelles.
- Marianne souligne que si certaines féministes ont massivement condamné Johnny Depp au moment des premières accusations, les réactions se sont faites au fil du temps de plus en plus nuancées, notamment après la sortie d'enregistrements privés où Heard concède avoir elle-même eu des comportements violents envers Depp. Les milieux masculinistes en auraient également profité : « Trop heureux de trouver des failles dans le témoignage d'une femme accusant un homme de violences ». Le journal rappelle quelques lignes plus tard : « en oubliant que le tribunal londonien a jugé crédibles 12 épisodes violents dénoncés par Amber Heard... »[202].
- Le spécialiste des États-Unis Jean-Éric Branaa relativise l'importance de ce fait divers privé au regard des affaires liées à MeToo : « Les féministes n'ont pas spécialement pris fait et cause pour Amber Heard. Contrairement aux affaires qui ont éclaté pendant #MeToo, nous ne sommes pas dans un cas de femme brimée qui n'a jamais pu s'exprimer sur ce qu'elle subissait. C'est tout le contraire. »[202].
- Le média féministe Madmoizelle, par la voix de sa rédactrice en chef Mymy Haegel, a publié un mea culpa regrettant la couverture très favorable à Amber Heard de ses premiers articles : « Au niveau sociétal, ce sont les hommes qui frappent les femmes. En majorité. Mais au niveau individuel, tout peut arriver, les cas particuliers existent. »[203].
- Selon le documentaire Affaire Johnny Depp/Amber Heard - La justice à l'épreuve des réseaux sociaux[204], diffusé le 12 février 2023 sur France 5, l’hostilité de l’opinion publique envers Amber Heard résulte d’un travail de décrédibilisation initié par des mouvements masculinistes et où la « frénésie médiatique », la « manipulation de l’opinion » et les réseaux sociaux ont influencé le verdict des jurés, au détriment de l'actrice et d'un procès qui aurait pu être « plus juste ». Le poids de l'influence des réseaux sociaux sur l'affaire implique nécessairement une influence sur le verdict final au vu de la prépondérance du soutien de l'opinion public envers Johnny Depp. Son avocat – Benjamin G. Chew – a par ailleurs reconnu au cours d'une audition devant la justice américaine, avoir échangé avec des youtubeurs réputés masculinistes, dont certains qui sont à l’origine de la diffusion d’extraits partiels voir trafiqués de conversation privées entre les deux acteurs[205],[206].